# Euphalerus gallicolus
Euphalerus gallicolus är en insektsart som beskrevs av Ferris 1928. Euphalerus gallicolus ingår i släktet Euphalerus och familjen rundbladloppor. Inga underarter finns listade i Catalogue of Life.